# I Lombardi alla prima crociata
I Lombardi alla prima crociata er en opera i fire akter af Giuseppe Verdi. Den italienske libretto, der bygger på et episk digt af Tommaso Grossi, er skrevet af Temistocle Solera. Operaen blev uropført på Teatro alla Scala i Milano den 11. februar 1843.
Verdi reviderede operaen og librettoen blev nyskrevet på fransk af Alphonse Royer og Gustave Vaëz. Den fik titlen Jérusalem og blev opført første gang på Académie Royale de Musique i Paris den 26. november 1847.